# Senior League AFP 2003
La AFP Senior League 2003 è stata la 6ª edizione del campionato di flag football organizzato dalla AFP. La stagione è iniziata il 29 giugno ed è terminata il 19 ottobre con la disputa del VI Finalbowl.

## Squadre partecipanti
| Club                     | Città              | Risultato nella stagione 2002          |
| ------------------------ | ------------------ | -------------------------------------- |
| Banditi Ferrara          | Ferrara            | Secondi                                |
| Bankers Varese           | Varese             | Non presenti                           |
| Bears 56 Merano          | Merano (BZ)        | Non presenti                           |
| Blitz Ancona             | Ancona             | Giocato un solo bowl                   |
| Cleavers Cavriago        | Cavriago (RE)      | Campioni in carica                     |
| Demons Pescara           | Pescara            | Non presenti                           |
| Doc's Frascati           | Frascati (RM)      | Non presenti                           |
| Draghi Udine             | Udine              | Giocato un solo bowl                   |
| Drinkers Varese          | Varese             | Non presenti                           |
| Fojonchi Correggio       | Correggio (RE)     |                                        |
| Gators Bolzano           | Bolzano            | Giocati due soli bowl                  |
| Giants Bolzano           | Bolzano            | Non presenti                           |
| Hedgehogs Mantova        | Mantova            | Non presenti                           |
| Leoni Palmanova          | Palmanova (UD)     | Eliminati al primo turno del Finalbowl |
| Rocketeers Reggio Emilia | Reggio nell'Emilia | Eliminati al primo turno del Finalbowl |
| Smokers Varese           | Varese             | Non presenti                           |
| Trieste                  | Trieste            | Non presenti                           |
| Vickings S Lanciano      | Lanciano (CH)      | Non presenti                           |
| Wild Dogs Lanciano       | Lanciano (CH)      | Non presenti                           |
| Wolfz Merano             | Merano (BZ)        | Non presenti                           |
| X-Men Reggio Emilia      | Correggio (RE)     | Terzi                                  |

### Gironi
| Division RED             | Division ACD      | Division NWC    | Division ICD        | Division END    | Division NED    |
| ------------------------ | ----------------- | --------------- | ------------------- | --------------- | --------------- |
| Cleavers Cavriago        | Banditi Ferrara   | Bankers Varese  | Demons Pescara      | Draghi Udine    | Bears 56 Merano |
| Fojonchi Correggio       | Blitz Ancona      | Drinkers Varese | Doc's Frascati      | Leoni Palmanova | Gators Bolzano  |
| Rocketeers Reggio Emilia | Hedgehogs Mantova | Smokers Varese  | Vickings S Lanciano | Trieste         | Giants Bolzano  |
| X-Men Reggio Emilia      |                   |                 | Wild Dogs Lanciano  |                 | Wolfz Merano    |

## Calendario

### 1ª tappa

#### Seabowl
| Ancona 29 giugno 2003 | Banditi Ferrara | 27 – 13 | Blitz Ancona |  |

| Ancona 29 giugno 2003 | Banditi Ferrara | 8 – 0 | Hedgehogs Mantova |  |

| Ancona 29 giugno 2003 | Blitz Ancona | 8 – 0 | Hedgehogs Mantova |  |

#### Bowl di Mozzagrogna
| Mozzagrogna 29 giugno 2003 | Demons Pescara | 20 – 26 | Doc's Frascati |  |

| Mozzagrogna 29 giugno 2003 | Wild Dogs Lanciano | 22 – 32 | Vickings S Lanciano |  |

| Mozzagrogna 29 giugno 2003 | Vickings S Lanciano | 6 – 30 | Doc's Frascati |  |

| Mozzagrogna 29 giugno 2003 | Wild Dogs Lanciano | 0 – 34 | Demons Pescara |  |

| Mozzagrogna 29 giugno 2003 | Vickings S Lanciano | 6 – 18 | Demons Pescara |  |

| Mozzagrogna 29 giugno 2003 | Wild Dogs Lanciano | 14 – 34 | Doc's Frascati |  |

#### Bowl di Bolzano
| Bolzano 29 giugno 2003 | Gators Bolzano | 20 – 12 | Giants Bolzano |  |

| Bolzano 29 giugno 2003 | Bears 56 Merano | 6 – 32 | Wolfz Merano |  |

| Bolzano 29 giugno 2003 | Giants Bolzano | 14 – 20 | Wolfz Merano |  |

| Bolzano 29 giugno 2003 | Gators Bolzano | 34 – 6 | Bears 56 Merano |  |

| Bolzano 29 giugno 2003 | Giants Bolzano | 37 – 7 | Bears 56 Merano |  |

| Bolzano 29 giugno 2003 | Gators Bolzano | 44 – 6 | Wolfz Merano |  |

#### Bowl di Varese
| Varese 6 luglio 2003 | Bankers Varese | 14 – 12 | Drinkers Varese |  |

| Varese 6 luglio 2003 | Smokers Varese | 6 – 35 | Bankers Varese |  |

| Varese 6 luglio 2003 | Drinkers Varese | 12 – 6 | Smokers Varese |  |

#### Bowl di Reggio Emilia
| Reggio nell'Emilia 8 luglio 2003 | X-Men Reggio Emilia | 14 – 6 | Rocketeers Reggio Emilia |  |

| Reggio nell'Emilia 8 luglio 2003 | Fojonchi Correggio | 0 – 19 | Cleavers Cavriago |  |

| Reggio nell'Emilia 8 luglio 2003 | X-Men Reggio Emilia | 6 – 13 | Cleavers Cavriago |  |

| Reggio nell'Emilia 8 luglio 2003 | Cleavers Cavriago | 17 – 12 | Rocketeers Reggio Emilia |  |

| Reggio nell'Emilia 8 luglio 2003 | Fojonchi Correggio | 19 – 47 | X-Men Reggio Emilia |  |

| Reggio nell'Emilia 8 luglio 2003 | Fojonchi Correggio | 0 – 27 | Rocketeers Reggio Emilia |  |

#### Bowl di Udine
| Udine 27 luglio 2003 | Draghi Udine | 18 – 28 | Leoni Palmanova |  |

| Udine 27 luglio 2003 | Draghi Udine | 8 – 0 | Trieste |  |

| Udine 27 luglio 2003 | Leoni Palmanova | 8 – 0 | Trieste |  |

### 2ª tappa

#### VIII Memorial Leo Rubini
| Ferrara 6 luglio 2003 | Banditi Ferrara | 48 – 32 | Hedgehogs Mantova |  |

| Ferrara 6 luglio 2003 | Banditi Ferrara | 45 – 26 | Blitz Ancona |  |

| Ferrara 6 luglio 2003 | Hedgehogs Mantova | 40 – 18 | Blitz Ancona |  |

#### Bowl di Mozzagrogna
| Mozzagrogna 6 luglio 2003 | Wild Dogs Lanciano | 8 – 12 | Demons Pescara |  |

| Mozzagrogna 6 luglio 2003 | Doc's Frascati | 6 – 0 | Demons Pescara |  |

| Mozzagrogna 6 luglio 2003 | Wild Dogs Lanciano | 28 – 12 | Vickings S Lanciano |  |

| Mozzagrogna 6 luglio 2003 | Doc's Frascati | 16 – 12 | Football Wild Dogs Lanciano |  |

| Mozzagrogna 29 giugno 2003 | Demons Pescara | 38 – 18 | Vickings S Lanciano |  |

| Mozzagrogna 29 giugno 2003 | Doc's Frascati | 37 – 6 | Vickings S Lanciano |  |

#### Bowl di Bolzano
| Bolzano 29 giugno 2003 | Gators Bolzano | 67 – 38 | Giants Bolzano |  |

| Bolzano 29 giugno 2003 | Bears 56 Merano | 16 – 50 | Wolfz Merano |  |

| Bolzano 29 giugno 2003 | Giants Bolzano | 14 – 20 | Wolfz Merano |  |

| Bolzano 29 giugno 2003 | Gators Bolzano | 40 – 0 | Bears 56 Merano |  |

| Bolzano 29 giugno 2003 | Giants Bolzano | 52 – 7 | Bears 56 Merano |  |

| Bolzano 29 giugno 2003 | Gators Bolzano | 24 – 20 | Wolfz Merano |  |

#### III Busso Bowl
| San Martino in Rio 20 luglio 2003 | X-Men Reggio Emilia | 14 – 34 | Rocketeers Reggio Emilia |  |

| San Martino in Rio 20 luglio 2003 | Fojonchi Correggio | 0 – 8 | Cleavers Cavriago |  |

| San Martino in Rio 20 luglio 2003 | X-Men Reggio Emilia | 32 – 34 | Cleavers Cavriago |  |

| San Martino in Rio 20 luglio 2003 | Fojonchi Correggio | 12 – 19 | Rocketeers Reggio Emilia |  |

| San Martino in Rio 20 luglio 2003 | Cleavers Cavriago | 33 – 14 | Rocketeers Reggio Emilia |  |

| San Martino in Rio 20 luglio 2003 | Fojonchi Correggio | 6 – 33 | X-Men Reggio Emilia |  |

#### Bowl di Varese
| Varese 17 agosto 2003 | Bankers Varese | 34 – 12 | Drinkers Varese |  |

| Varese 17 agosto 2003 | Smokers Varese | 0 – 13 | Bankers Varese |  |

| Varese 17 agosto 2003 | Drinkers Varese | 20 – 6 | Smokers Varese |  |

#### Bowl di Trieste
| Trieste 31 agosto 2003 | Leoni Palmanova | 13 – 19 | Draghi Udine |  |

| Trieste 27 luglio 2003 | Trieste | 7 – 13 | Draghi Udine |  |

| Trieste 27 luglio 2003 | Trieste | 12 – 13 | Leoni Palmanova |  |

### 3ª tappa

#### Joseph Bowl
| Mantova 6 luglio 2003 | Hedgehogs Mantova | 19 – 39 | Banditi Ferrara |  |

| Mantova 29 giugno 2003 | Banditi Ferrara | 8 – 0 | Blitz Ancona |  |

| Mantova 29 giugno 2003 | Blitz Ancona | 0 – 8 | Hedgehogs Mantova |  |

#### Bowl di Reggio Emilia
| Reggio nell'Emilia 23 luglio 2003 | X-Men Reggio Emilia | 58 – 38 | Rocketeers Reggio Emilia |  |

| Reggio nell'Emilia 23 luglio 2003 | Cleavers Cavriago | 34 – 0 | Rocketeers Reggio Emilia |  |

| Reggio nell'Emilia 23 luglio 2003 | X-Men Reggio Emilia | 27 – 27 | Cleavers Cavriago |  |

| Reggio nell'Emilia 23 luglio 2003 | Fojonchi Correggio | 14 – 41 | Rocketeers Reggio Emilia |  |

| Reggio nell'Emilia 23 luglio 2003 | Fojonchi Correggio | 7 – 29 | X-Men Reggio Emilia |  |

| Reggio nell'Emilia 23 luglio 2003 | Fojonchi Correggio | 13 – 40 | Cleavers Cavriago |  |

#### Bowl di Pomezia
| Pomezia 27 luglio 2003 | Wild Dogs Lanciano | 34 – 35 | Demons Pescara |  |

| Pomezia 27 luglio 2003 | Doc's Frascati | 30 – 28 | Demons Pescara |  |

| Pomezia 27 luglio 2003 | Wild Dogs Lanciano | 12 – 20 | Vickings S Lanciano |  |

| Pomezia 27 luglio 2003 | Doc's Frascati | 44 – 6 | Wild Dogs Lanciano |  |

| Pomezia 27 luglio 2003 | Demons Pescara | 84 – 0 | Vickings S Lanciano |  |

| Pomezia 27 luglio 2003 | Doc's Frascati | 0 – 0 | Vickings S Lanciano |  |

#### Bowl di Bolzano
| Bolzano 27 luglio 2003 | Gators Bolzano | 36 – 30 | Giants Bolzano |  |

| Bolzano 27 luglio 2003 | Bears 56 Merano | 6 – 18 | Wolfz Merano |  |

| Bolzano 27 luglio 2003 | Giants Bolzano | 36 – 8 | Wolfz Merano |  |

| Bolzano 27 luglio 2003 | Gators Bolzano | 40 – 6 | Bears 56 Merano |  |

| Bolzano 27 luglio 2003 | Giants Bolzano | 42 – 7 | Bears 56 Merano |  |

| Bolzano 27 luglio 2003 | Gators Bolzano | 48 – 6 | Wolfz Merano |  |

#### Bowl di Palmanova
| Palmanova 14 settembre 2003 | Leoni Palmanova | 24 – 19 | Draghi Udine |  |

| Palmanova 14 settembre 2003 | Trieste | 26 – 27 | Draghi Udine |  |

| Palmanova 14 settembre 2003 | Leoni Palmanova | 24 – 14 | Trieste |  |

### 4ª tappa

#### Bowl di Reggio Emilia
| Reggio nell'Emilia 1º agosto 2003 | X-Men Reggio Emilia | 13 – 6 | Rocketeers Reggio Emilia |  |

| Reggio nell'Emilia 1º agosto 2003 | Cleavers Cavriago | 12 – 12 | Rocketeers Reggio Emilia |  |

| Reggio nell'Emilia 1º agosto 2003 | X-Men Reggio Emilia | 39 – 19 | Cleavers Cavriago |  |

| Reggio nell'Emilia 1º agosto 2003 | Fojonchi Correggio | 13 – 47 | X-Men Reggio Emilia |  |

| Reggio nell'Emilia 1º agosto 2003 | Fojonchi Correggio | 25 – 26 | Cleavers Cavriago |  |

| Reggio nell'Emilia 1º agosto 2003 | Fojonchi Correggio | 13 – 38 | Rocketeers Reggio Emilia |  |

#### Bowl di Bolzano
| Bolzano 30 agosto 2003 | Gators Bolzano | 58 – 6 | Bears 56 Merano |  |

| Bolzano 30 agosto 2003 | Giants Bolzano | 36 – 14 | Wolfz Merano |  |

| Bolzano 30 agosto 2003 | Gators Bolzano | 42 – 24 | Wolfz Merano |  |

| Bolzano 30 agosto 2003 | Giants Bolzano | 20 – 0 | Bears 56 Merano |  |

| Bolzano 30 agosto 2003 | Wolfz Merano | 6 – 16 | Bears 56 Merano |  |

| Bolzano 30 agosto 2003 | Gators Bolzano | 14 – 26 | Giants Bolzano |  |

#### Bowl di Lanciano
| Lanciano 31 agosto 2003 | Wild Dogs Lanciano | 18 – 20 | Demons Pescara |  |

| Lanciano 31 agosto 2003 | Wild Dogs Lanciano | 35 – 14 | Vickings S Lanciano |  |

| Lanciano 31 agosto 2003 | Demons Pescara | 22 – 21 | Vickings S Lanciano |  |

| Lanciano 31 agosto 2003 | Doc's Frascati | 0 – 0 | Demons Pescara |  |

| Lanciano 31 agosto 2003 | Doc's Frascati | 0 – 0 | Wild Dogs Lanciano |  |

| Lanciano 31 agosto 2003 | Doc's Frascati | 0 – 0 | Vickings S Lanciano |  |

### Classifiche
Le classifiche della regular season per division sono le seguenti:
- PCT = percentuale di vittorie, G = partite giocate, V = partite vinte, P = partite perse, PF = punti fatti, PS = punti subiti
- La qualificazione diretta ai playoff è indicata in giallo

#### Division RED
| Pos. | Squadra                  | PCT  | G  | V | N | P  | PF  | PS  |
| ---- | ------------------------ | ---- | -- | - | - | -- | --- | --- |
| 1    | Cleavers Cavriago        | .833 | 12 | 9 | 2 | 1  | 274 | 180 |
| 2    | X-Men Reggio Emilia      | .708 | 12 | 8 | 1 | 3  | 359 | 222 |
| 3    | Rocketeers Reggio Emilia | .458 | 12 | 5 | 1 | 6  | 247 | 234 |
| 4    | Fojonchi Correggio       | .000 | 12 | 0 | 0 | 12 | 122 | 366 |

#### Division ACD
| Pos. | Squadra           | PCT   | G | V | N | P | PF  | PS  |
| ---- | ----------------- | ----- | - | - | - | - | --- | --- |
| 1    | Banditi Ferrara   | 1.000 | 6 | 6 | 0 | 0 | 159 | 90  |
| 2    | Hedgehogs Mantova | .500  | 6 | 3 | 0 | 3 | 99  | 97  |
| 3    | Blitz Ancona      | .000  | 6 | 0 | 0 | 6 | 49  | 120 |

#### Division NWC
| Pos. | Squadra         | PCT   | G | V | N | P | PF | PS |
| ---- | --------------- | ----- | - | - | - | - | -- | -- |
| 1    | Bankers Varese  | 1.000 | 4 | 4 | 0 | 0 | 96 | 30 |
| 2    | Drinkers Varese | .500  | 4 | 2 | 0 | 2 | 56 | 60 |
| 3    | Smokers Varese  | .000  | 4 | 0 | 0 | 4 | 18 | 80 |

#### Division ICD
| Pos. | Squadra             | PCT   | G  | V | N | P | PF  | PS  |
| ---- | ------------------- | ----- | -- | - | - | - | --- | --- |
| 1    | Doc's Frascati      | 1.000 | 8  | 8 | 0 | 0 | 223 | 92  |
| 2    | Demons Pescara      | .727  | 11 | 8 | 0 | 3 | 311 | 167 |
| 3    | Wild Dogs Lanciano  | .182  | 11 | 2 | 0 | 9 | 189 | 273 |
| 4    | Vickings S Lanciano | .200  | 10 | 2 | 0 | 8 | 135 | 326 |

#### Division END
| Pos. | Squadra         | PCT  | G | V | N | P | PF  | PS |
| ---- | --------------- | ---- | - | - | - | - | --- | -- |
| 1    | Leoni Palmanova | .833 | 6 | 5 | 0 | 1 | 102 | 82 |
| 2    | Draghi Udine    | .667 | 6 | 4 | 0 | 2 | 96  | 98 |
| 3    | Trieste         | .000 | 6 | 0 | 0 | 6 | 59  | 77 |

#### Division NED
| Pos. | Squadra         | PCT  | G  | V  | N | P  | PF  | PS  |
| ---- | --------------- | ---- | -- | -- | - | -- | --- | --- |
| 1    | Gators Bolzano  | .917 | 12 | 11 | 0 | 1  | 483 | 180 |
| 2    | Giants Bolzano  | .667 | 12 | 8  | 0 | 4  | 388 | 222 |
| 3    | Wolfz Merano    | .333 | 12 | 4  | 0 | 8  | 232 | 334 |
| 4    | Bears 56 Merano | .083 | 12 | 1  | 0 | 11 | 83  | 450 |

## Playoff

### Squadre qualificate
- Bankers Varese
- Banditi Ferrara
- Cleavers Cavriago
- Demons Pescara
- Doc's Frascati
- Draghi Udine
- Gators Bolzano
- Giants Bolzano
- Hedgehogs Mantova
- Leoni Palmanova
- Rocketeers Reggio Emilia
- X-Men Reggio Emilia

### Finalbowl
|  |                         |                         |                         |                         |                         |                         |                         |            |                 |                 |              |              |              |
|  | Quarti di finale        | Quarti di finale        | Quarti di finale        |                         |                         | Semifinale              | Semifinale              | Semifinale |                 |                 | VI Finalbowl | VI Finalbowl | VI Finalbowl |
|  | Quarti di finale        | Quarti di finale        | Quarti di finale        |                         |                         | Semifinale              | Semifinale              | Semifinale |                 |                 | VI Finalbowl | VI Finalbowl | VI Finalbowl |
|  |                         |                         |                         |                         |                         |                         |                         |            |                 |                 |              |              |              |
|  |                         |                         |                         |                         |                         |                         |                         |            |                 |                 |              |              |              |
|  | R1                      | Cleavers Cavriago       | 27                      |                         |                         |                         |                         |            |                 |                 |              |              |              |
|  | R1                      | Cleavers Cavriago       | 27                      |                         |                         |                         |                         |            |                 |                 |              |              |              |
|  | E1                      | Leoni Palmanova         | 19                      |                         |                         | Cleavers Cavriago (dts) | Cleavers Cavriago (dts) | 19         |                 |                 |              |              |              |
|  | E1                      | Leoni Palmanova         | 19                      |                         |                         | Cleavers Cavriago (dts) | Cleavers Cavriago (dts) | 19         |                 |                 |              |              |              |
|  | A1                      | Banditi Ferrara         | 35                      |                         |                         | Banditi Ferrara         | Banditi Ferrara         | 13         |                 |                 |              |              |              |
|  | A1                      | Banditi Ferrara         | 35                      |                         |                         | Banditi Ferrara         | Banditi Ferrara         | 13         |                 |                 |              |              |              |
|  | N1                      | Gators Bolzano          | 13                      |                         |                         |                         |                         |            |                 |                 |              |              |              |
|  | N1                      | Gators Bolzano          | 13                      |                         |                         |                         |                         |            |                 |                 |              |              |              |
|  |                         |                         |                         | Cleavers Cavriago       | Cleavers Cavriago       | 26                      |                         |            |                 |                 |              |              |              |
|  |                         |                         |                         | Cleavers Cavriago       | Cleavers Cavriago       | 26                      |                         |            |                 |                 |              |              |              |
|  | 1º turno di ripescaggio | 1º turno di ripescaggio | 1º turno di ripescaggio | 2º turno di ripescaggio | 2º turno di ripescaggio | 2º turno di ripescaggio |                         |            | Banditi Ferrara | Banditi Ferrara | 14           |              |              |
|  | 1º turno di ripescaggio | 1º turno di ripescaggio | 1º turno di ripescaggio | 2º turno di ripescaggio | 2º turno di ripescaggio | 2º turno di ripescaggio |                         |            | Banditi Ferrara | Banditi Ferrara | 14           |              |              |
|  |                         |                         |                         |                         |                         |                         |                         |            |                 |                 |              |              |              |
|  |                         |                         |                         |                         |                         |                         |                         |            |                 |                 |              |              |              |
|  | Leoni Palmanova         | Leoni Palmanova         | 14                      | Banditi Ferrara         | Banditi Ferrara         | 28                      |                         |            |                 |                 |              |              |              |
|  | Leoni Palmanova         | Leoni Palmanova         | 14                      | Banditi Ferrara         | Banditi Ferrara         | 28                      |                         |            |                 |                 |              |              |              |
|  | Gators Bolzano          | Gators Bolzano          | 33                      |                         |                         | Gators Bolzano          | Gators Bolzano          | 19         |                 |                 |              |              |              |
|  | Gators Bolzano          | Gators Bolzano          | 33                      |                         |                         | Gators Bolzano          | Gators Bolzano          | 19         |                 |                 |              |              |              |

#### Quarti di finale
| Reggio nell'Emilia 19 ottobre 2003, ore 11:30 | Cleavers Cavriago | 27 – 19 | Leoni Palmanova | Centro Sportivo Makallè |

| Reggio nell'Emilia 19 ottobre 2003 | Banditi Ferrara | 35 – 13 | Gators Bolzano | Centro Sportivo Makallè |

#### Primo turno ripescaggi
| Reggio nell'Emilia 19 ottobre 2003 | Leoni Palmanova | 14 – 33 | Gators Bolzano | Centro Sportivo Makallè |

#### Semifinale
| Reggio nell'Emilia 19 ottobre 2003 | Cleavers Cavriago | 19 – 13 o.t. | Banditi Ferrara | Centro Sportivo Makallè |

#### Secondo turno ripescaggi
| Reggio nell'Emilia 19 ottobre 2003 | Banditi Ferrara | 28 – 19 | Gators Bolzano | Centro Sportivo Makallè |

#### VI Finalbowl
| Reggio nell'Emilia 19 ottobre 2003 | Cleavers Cavriago | 26 – 14 | Banditi Ferrara | Centro sportivo Makallè |

La partita finale, chiamata VI Finalbowl si è giocata il 19 ottobre 2003 a Reggio nell'Emilia.